# Каматамарэ Сануки
«Каматамарэ Сануки» (яп. カマタマーレ讃岐 Каматама:рэ Сануки, англ. Kamatamare Sanuki) — японский клуб из Такамацу, главного города префектуры Кагава, играющий в Джей-лиге 3. Первая часть имени клуба происходит от названия местной лапши «каматама удон» (яп. 釜玉うどん) и итальянского «mare» (в переводе — «море»), вторая — от исторического названия провинции Сануки, в которую входит родной город команды Такамацу. Изначально за командой не числилось собственного поля и игры проводились по всей префектуре, преимущественно в Икусиве, на стадионе «Кагава Дженерал Спортс Парк», однако переход в 2010 году в Японскую Футбольную Лигу потребовал приобрести собственную современную футбольную арену. Ею стал стадион «Маругаме».